# Eclissi solare del 9 luglio 1926
L'eclissi solare del 9 luglio 1926 è un evento astronomico che ha avuto luogo il suddetto giorno attorno alle ore 23.06 UTC. 
L'eclissi, di tipo anulare, è stata visibile in alcune parti dell'Asia, dell'Oceania (Australia), del Nord America e dall'Oceano Pacifico.
L'eclissi è durata 3 minuti e 51 secondi, è stata la seconda eclissi solare del 1926 dopo quella totale del 14 gennaio e la 60ª nel XX secolo 

## Visibilità
Le prime zone raggiunte dall'eclissi, all'alba del 10 luglio, sono state nel Pacifico presso le aree del mandato giapponese stabilite nel trattato di Versailles del 1919, ora in prossimità dello stato di Palau, e l'isola di Sonsorol nelle Sonsorol Islands. Successivamente la pseudo-umbra si è spostata verso nord-est coprendo l'isola di Wake e dirigendosi verso gli Stati Uniti dopo avere scavalcato le isole Hawaii oltrepassando la linea internazionale del cambio di data. In seguito l'ombra si è gradualmente diretta a sud-est, senza lambire alcuna terra emersa e concludendo l'eclissi sull'Oceano Pacifico orientale a circa 1.100 chilometri a sud-est dell'isola di Clipperton (isola della Passione) al tramonto del 9 luglio.